# 弗雷斯内迪利亚
弗雷斯内迪利亚（西班牙語：Fresnedilla）是西班牙卡斯蒂利亚-莱昂阿维拉省的一个市镇。 总面积25km2, 总人口101人（2001年），人口密度4人/km2。